# David Azarian
David Azarian (* 12. März 1952 in Jerewan; † 29. März 2003 in Stoneham, Massachusetts) war ein aus Armenien stammender Jazzpianist, der ab Ende der 1980er Jahre in den Vereinigten Staaten arbeitete.
David Azarians Vater war Musiklehrer und Holzbläser; er hatte ab sieben Jahren eine klassische Klavierausbildung und gewann mit zwölf Jahren einen Klavierwettbewerb. Unter dem Eindruck Willis Conovers Radiosendungen der Voice of America kam er zum Jazz. Mit Anfang zwanzig wurde er Mitglied in der sowjetischen Komponisten-Union. Er gründete ein Jazztrio, mit dem er durch Europa und die Sowjetunion tourte, bis er die Chance zu einem Besuch in den Vereinigten Staaten erhielt. Er kam 1989 nach Cambridge (Massachusetts) und trat seitdem häufig in Jazzclubs im Raum Boston auf; er gab auch Konzerte in New Yorks Carnegie Hall, im Birdland und im Blue Note. Dabei spielte er meist mit dem Bassisten John Lockwood. Er nahm einige Alben u. a. mit eigenen Kompositionen auf und unterrichtete Piano am Berklee College of Music. Azarian starb im März 2003 an den Folgen eines Verkehrsunfalls.

## Diskographische Hinweise
- Stairway to Seventh Heaven (MFSL, 1989)
- Hope (Enja, 1999)
- Desire (Gravity, 2001)
- Longing (Gravity, 2001)